# Belubula River
Der Belubula River ist ein Fluss im Zentrum des australischen Bundesstaates New South Wales.

## Verlauf
Er entspringt südlich von Vittoria, einer Kleinstadt westlich von Bathurst, und fließt nach Westen durch die Städte Blayney und Canowindra. Bei Gooloogong mündet er in den Lachlan River.
Östlich der Kleinstadt Carcoar ist der Fluss zum Carcoar-Stausee angestaut.